# Rue des Puits-Creusés
La rue des Puits-Creusés (en occitan : carrièra del Potz Gruat) est une voie de Toulouse, chef-lieu de la région Occitanie, dans le Midi de la France. 

## Situation et accès

### Description
La rue des Puits-Creusés est une voie publique. Elle se trouve dans le quartier Arnaud-Bernard.
La chaussée compte une seule voie de circulation automobile en sens unique, de la place Saint-Julien vers la place Anatole-France. Elle appartient à une zone de rencontre et la vitesse y est limitée à 20 km/h. Il n'existe pas de bande, ni de piste cyclable, quoiqu'elle soit à double-sens cyclable.

### Voies rencontrées
La rue des Puits-Creusés rencontre les voies suivantes, dans l'ordre des numéros croissants (« g » indique que la rue se situe à gauche, « d » à droite) :
1. Place Anatole-France (g)
2. Rue Albert-Lautman (d)
3. Rue du Doyen-Gabriel-Marty (g)
4. Rue de la Cité-Administrative (g)
5. Place Saint-Julien (d)

## Odonymie
La rue des Puits-Creusés tient son nom d'un puits public, utilisé pour l'alimentation en eau du quartier. Il semble qu'il n'y en ait eu qu'un seul, car les premières mentions de ce nom au XIVe siècle parlent de la rue du Puits-Grué (carriera del Pouts Gruat en occitan médiéval). On lui connaissait aussi le nom de rue de Sainte-Radegonde, à cause de la proximité de la chapelle et du prieuré Sainte-Radegonde, qui se trouvait dans l'enclos du couvent des Chartreux (emplacement face à l'actuel no 16), ou encore de Saint-Julien, à cause du petit prieuré Saint-Julien qui se trouvait au nord de la rue (emplacement de l'actuel no 22). C'est au XVIIe siècle seulement que le nom prit la marque du pluriel, peut-être par mauvaise transcription de l'occitan en français. En 1794, pendant la Révolution française, elle devint la rue la Reconnaissance, mais ce nom ne subsista pas.

## Patrimoine et lieux d'intérêt

### Université Toulouse-Capitole
- no  2 : emplacement des écoles de droit ; faculté de droit de l'université de Toulouse ; université Toulouse-Capitole. 
C'est en 1515 que le parlement ordonne aux capitouls de construire six écoles pour l'enseignement du droit, mais les bâtiments actuels ont été élevés en plusieurs phases au cours du XIXe siècle. En 1807, la nouvelle école de droit, qui devient faculté de droit au sein de l'université réorganisée par Napoléon Ier, s'installe dans les bâtiments dessinés par l'architecte de la ville Jacques-Pascal Virebent. En 1840, de nouveaux travaux sont exécutés par l'architecte Auguste Virebent, qui dessine le plan de reconstruction de l'aile droite, achevé seulement en 1878. Après la scission de l'université de Toulouse en 1969, la nouvelle université de Toulouse-I conservant l'ensemble du site de la rue des Puits-Creusés. 
L'université se compose de plusieurs corps de bâtiments entre la rue des Puits-Creusés, la rue Albert-Lautman et la rue des Salenques[4].

- no  2 ter : Institut d'études politiques de Toulouse. 
L'Institut d'études politiques est créé en 1948. Il est d'abord installé dans les locaux de la faculté de droit. Un nouveau bâtiment est élevé en 1959 dans un style moderne.

- no  11 : bibliothèque universitaire de l'Arsenal. 
Construite en 1972 par l'architecte Paul de Noyers, dans un style moderne influencé par le brutalisme, la bibliothèque est un bâtiment en brique et béton brut. Elle est la principale bibliothèque de l'université Toulouse-I. Les fonds concernent principalement le droit, les sciences économiques, la gestion et les sciences politiques.

### Immeuble
- no  4 : immeuble Sengès. 
L'immeuble, de style Art déco, est construit en 1933 par Charles Orsini, pour le compte de M. Sengès. Il possède une ossature en béton. La façade sur la rue est symétrique. Au rez-de-chaussée, la porte cochère ouvre sur un passage couvert qui mène aux garages, situés en fond de parcelle. Aux étages, la travée centrale est mise en valeur par un oriel où chaque niveau, encadré par des pilastres, est percé de fenêtres triples. Les travées latérales sont ouvertes par des fenêtres doubles ornées de jardinières. Le 3e étage, aménagé en 1936, est couvert par une pergola[5].